# غاري فلمنج
غاري فلمنج (بالإنجليزية: Garry Fleming)‏ (17 مايو 1987 في المملكة المتحدة - ) هو لاعب كرة قدم بريطاني في مركز الدفاع. لعب مع نادي دمبرتون وBellshill Athletic F.C. ‏ وCarluke Rovers F.C. ‏ وإيرفين ميدو XI ‏ ونادي ألبيون روفرز.

## وصلات خارجية
- غاري فلمنج على موقع قاعدة بيانات كرة القدم.إي يو (الإنجليزية)
- غاري فلمنج على موقع Soccerbase.com (لاعب) (الإنجليزية)